# Fagernes, Troms
Fagernes (nordsamiska: Vávrrosnjárga) är en tätort i Tromsø kommun i Troms fylke i norra Norge. Orten ligger där Europaväg 8 möter fylkesväg 91, på norra sidan av Ramfjorden.